# L'amore altrove
L'amore altrove è un singolo del cantante italiano Francesco Renga, il quarto estratto dal sesto album in studio Tempo reale e pubblicato il 9 gennaio 2015.

## Descrizione
Il brano, unico duetto presente in Tempo reale, è una ballata cantata in duetto con la cantante Alessandra Amoroso, nella loro prima collaborazione artistica. Il brano è stato composto da Roberto Casalino, Niccolò Verrienti e Giulia Capone.

## Video musicale
Il vide è stato presentato in anteprima il 9 gennaio 2015 attraverso il canale Vevo dell'artista. Il video è stato girato in due location di Verona: Palazzo Verità Poeta e alla Cascina Elephant.

## Classifiche
| Classifica (2015) | Posizione massima |
| ----------------- | ----------------- |
| Italia            | 35                |